# 博内梅尔塞
博内梅尔塞（義大利語：Bonemerse），是意大利克雷莫纳省的一个市镇。总面积5平方公里，人口1453人，人口密度290.6人/平方公里（2009年）。国家统计（ISTAT）代码为019006。